# Alan Rusbridger
Alan Rusbridger (Rodesia del Norte, 29 de diciembre de 1953) es un periodista británico, director del Lady Margaret Hall, Oxford y exeditor en jefe de The Guardian. Asumió este cargo en el año 1995, habiendo sido reportero y columnista al principio de su carrera. Rusbridger se retiró del cargo a finales de mayo de 2015 y fue sucedido por Katharine Viner. Ahora es el presidente del Instituto de Reuters para el estudio del periodismo.

## Carrera

### Carrera temprana
Rusbridger nació en Lusaka, Rhodesia del Norte, un protectorado (ahora Zambia), hijo de B. E. (soltera Wickham) y G. H. Rusbridger, el director de Educación de Rhodesia del Norte. Cuando Rusbridger tenía cinco años, la familia regresó a Gran Bretaña y se educó en Lanesborough Prep School, Guildford, donde también fue corista en una iglesia, y en Cranleigh School, una escuela independiente para niños en Surrey. En Magdalene College (Cambridge) leyó literatura inglesa. Durante las vacaciones de sus primeros dos años en la universidad, trabajó para Cambridge Evening News como pasante, y aceptó una oferta de trabajo del periódico después de la graduación. Estuvo con el Evening News hasta 1979.
Luego se unió a The Guardian como reportero, y posteriormente escribió la columna del diario del periódico y más tarde se convirtió en un escritor. En noviembre de 1985, Rusbridger tuvo un breve período como reportero real siguiendo a los Príncipes de Gales en Melbourne, Australia. Fascinado por los artilugios, en esta etapa ya estaba usando un procesador de texto Tandy y un módem temprano (lento) para archivar historias en Londres. Se fue en 1986 para convertirse en crítico de televisión de The Observer, entonces un periódico completamente separado, antes de mudarse a Estados Unidos para ser el editor de Washington del efímero London Daily News en 1987.
Luego de regresar a The Guardian, lanzó el suplemento "Weekend" en 1988, seguido de la sección "G2" del periódico. Se convirtió en editor de funciones en 1994.

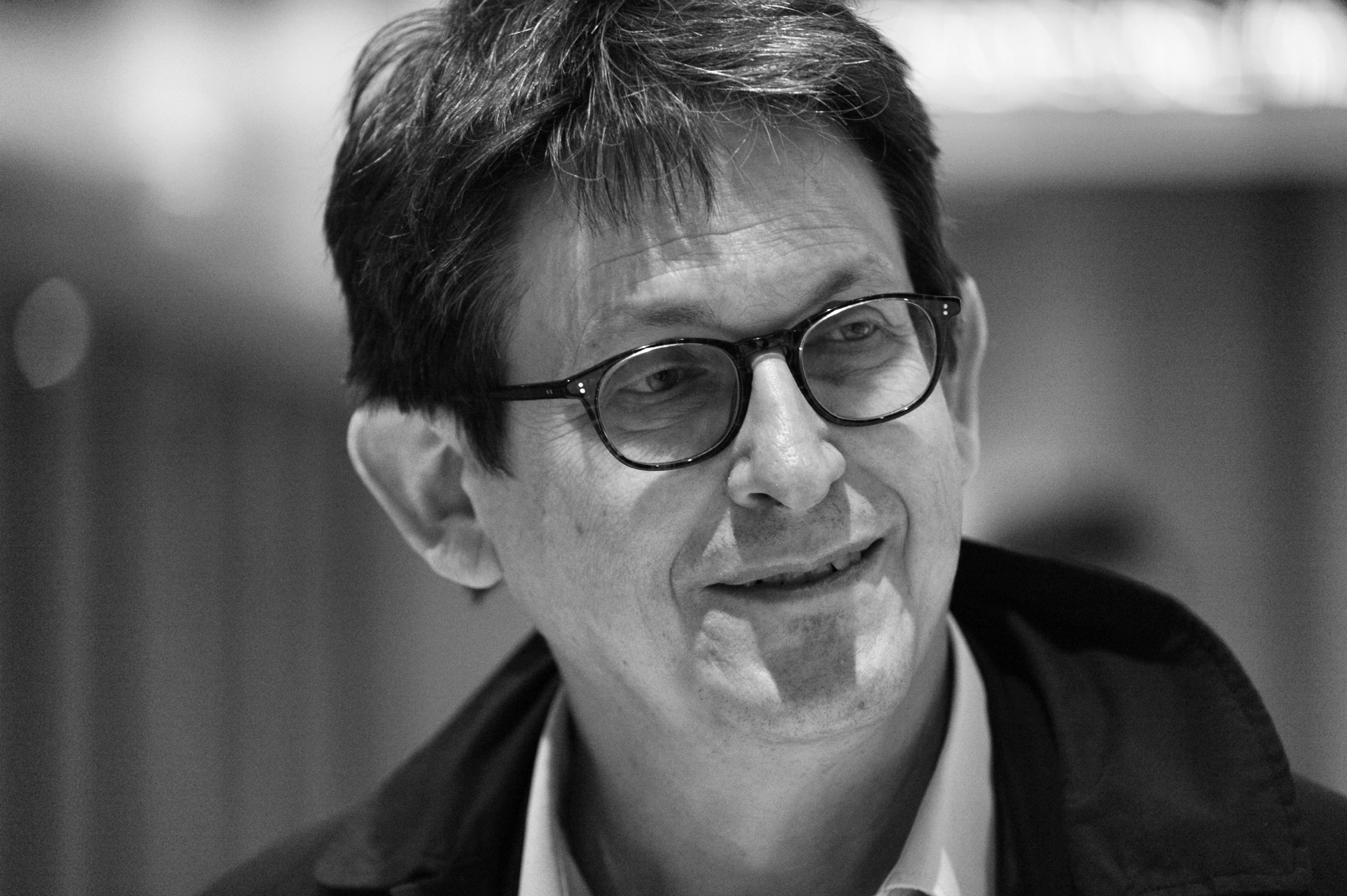
Alan Rusbridger en abril de 2014

### Editor de The Guardian

#### Primeros años
Como editor, defendió el periódico contra una serie de demandas de difamación de alto perfil, incluidas las de la Federación de Policía y los diputados conservadores, Neil Hamilton y Jonathan Aitken. En el caso que involucra a Hamilton y al lobbysra Ian Greer, dijo: "No iban a pelear con nosotros en el tribunal, así que intentaron hacerlo a través del estudio de televisión". Rusbridger los contrarrestó al estar disponibles para entrevistas de televisión durante tres días para asegurarse de que la versión de los eventos por parte de Hamilton y Aitken no ganara prioridad. El caso de Hamilton colapsó poco antes de una audiencia en la corte, mientras que se demostró que Aitken había perjurado y, como resultado, cumplió una sentencia de prisión.
Visto desde temprano en su editorial como una bocanada de aire fresca, comentó en junio de 1997, poco después de la elección del primer gobierno laborista de Tony Blair, que el "viejo" Guardián: "se opuso a muchas cosas que los Tories hicieron, lo que ahora pensamos que no era terriblemente malo en retrospectiva ... Quiero decir, muchas de las cosas de los sindicatos no parecen tan horrendas ahora como parecía en ese momento". Desde 1997, supervisó el lanzamiento y el desarrollo del sitio web del periódico, inicialmente conocido como Guardian Unlimited.

#### Berlinés, digital y corporativo
En septiembre de 2005, The Guardian respondió a los relanzamientos de la prensa sensacionalista de The Times y The Independent pasando de un formato de hoja ancha al formato "Berlinés", que es común en el resto de Europa. La edición impresa del periódico representó aproximadamente el 75% de los ingresos de la compañía en 2012. Sin embargo, en un perfil de Rusbridger, publicado en New Statesman a finales de mayo de 2012, el exeditor del periódico Peter Wilby puso en duda si el entusiasmo de Rusbridger por el periodismo en línea, disponible gratuitamente sin un muro de pago, y la gran cantidad de dinero invertido por el grupo, alguna vez obtendrían un rendimiento o garantizarían la supervivencia del periódico a largo plazo.
Hasta mayo de 2016, fue miembro de la junta de Guardian News and Media, de la junta principal de Guardian Media Group y de Scott Trust, propietaria de The Guardian y The Observer, del que fue editor ejecutivo. Rusbridger recibió £ 471,000 en salarios y beneficios en 2008-9, pero desde entonces se ha ofrecido como voluntario para una serie de recortes de sueldo, lo que hizo que sus ingresos ascendieran a £ 395,000 en el año fiscal 2012.

#### Publicación del material de Wikileaks y Edward Snowden
Como editor en jefe, en agosto de 2013 Rusbridger tomó la decisión de destruir los discos duros que contenían información filtrada a The Guardian por Edward Snowden, en lugar de cumplir con la demanda del gobierno de entregar los datos. Se acordó una acción alternativa y en presencia de las autoridades se destruyeron las unidades, Rusbridger describió la realización de la tarea como "un poco sin sentido". "Dado que había otras copias, no vi ninguna razón para no destruir este material nosotros mismos". El 3 de diciembre de 2013, Rusbridger presentó pruebas ante una audiencia del Comité Selecto de Asuntos Internos sobre contraterrorismo en el Parlamento del Reino Unido con respecto a la publicación de información filtrada por Snowden.
En la película The Fifth Estate (2013), sobre la antigua asociación de The Guardian con el fundador de WikiLeaks, Julian Assange, Rusbridger fue retratado por Peter Capaldi.

#### Dimisión
En diciembre de 2014, Rusbridger anunció que renunciaría como editor de The Guardian en el verano de 2015. El 20 de marzo de 2015, The Guardian anunció a Katharine Viner como sucesora de Rusbridger.
Rusbridger iba a suceder a Dame Liz Forgan como presidenta de Scott Trust en septiembre de 2016,  pero anunció el 13 de mayo de 2016 que no ocuparía el cargo. La expansión en los últimos años de la dirección de Rusbridger provocó pérdidas insostenibles y se planean varios cientos de recortes de empleos. Según un informe publicado en The Times en abril de 2016, el personal se oponía a que Rusbridger regresara. Viner y el presidente ejecutivo David Pemsel también se opusieron a que Rusbridger se convirtiera en presidente de Scott Trust.